# Индийско-северомакедонские отношения
Индийско-северомакедонские отношения — двусторонние дипломатические отношения между Северной Македонией и Индией.

## История
Индия стала соавтором резолюции Генеральной Ассамблеи Организации Объединённых Наций о приёме Северной Македонии в Организацию Объединённых Наций. Дипломатические и консульские отношения между Индией и Республикой Македония были установлены 9 февраля 1995 года. В 2006 году республика Македония назначила индийского бизнесмена в Нью-Дели почётным консулом Республики Македония. Посольство Республики Македония в Нью-Дели было открыто 7 октября 2008 г. Посольство было зарегистрировано под прежним конституционным названием «Республика Македония», а не под названием «Бывшая югославская Республика Македония». Индия официально называла эту страну Республикой Македония, несмотря на возражения Греции, до заключения Преспанского соглашения. Северная Македония назначила почётного консула в Калькутте в 2009 году, а затем назначила почётных консулов в Мумбаи, Ченнаи и Бангалоре. Индия назначила почётного консула в Республике Македония в 2008 году. Посольство Индии в Софии, Болгария, совместно аккредитовано в Республике Македония.
Министр иностранных дел Республики Македония Антонио Милошоский посетил Индию в январе 2009 года, тем самым став первым государственным должностным лицом Республики Македонии, посетившим данную страну. Премьер-министр Республики Македония Никола Груевский в сопровождении заместителя премьер-министра и министра финансов Зорана Ставреского и нескольких других министров посетили Индию в марте 2012 года, тем самым став первым премьер-министром Республики Македония, посетившим эту страну. Ставреский и несколько других министров снова посетили страну в октябре 2012 года. Груевский, Ставреский и другие министры в очередной раз посетили страну в январе 2015 года, чтобы принять участие в саммитах «Яркий Гуджарат». Председатель Национального собрания Трайко Вельяноский возглавил парламентскую делегацию, посетившую Индию в марте 2013 года. Министр иностранных дел Северной Македонии Никола Попоский посетил Нью-Дели и Агру в декабре 2013 года. Обе страны подписали Соглашение об избежании двойного налогообложения и МоВ о сотрудничестве между Дипломатической академией Министерства иностранных дел Северной Македонии и Институтом дипломатической службы во время визита 17 декабря.
Государственный министр иностранных дел Пренит Каур и бизнес-делегация CII посетили Северную Македонию 10-11 июля 2012 года, тем самым став первым индийским министром, посетившим страну. Каур встретилась с министром иностранных дел Николой Попоским, заместителем премьер-министра и министром финансов Зораном Ставревским и председателем Комитета по внешней политике Антонио Милошоским.
Граждане Северной Македонии имеют право получить стипендии в рамках Индийской программы технического и экономического сотрудничества и Индийского совета по культурным связям. Несколько дипломатов из Северной Македонии также посетили программу профессиональных курсов для иностранных дипломатов (PCFD), проводимую Институтом дипломатической службы.

## Торговля
Двусторонняя торговля между Индией и Северной Македонией составила 62,24 миллиона долларов США в 2015 году, что привело к незначительному снижению с 68,36 миллиона долларов в 2014 году. Индия экспортировала товары на 48,41 миллиона долларов в Северную Македонию и импортировала 13,83 миллиона долларов. Основными товарами, экспортируемыми Индией в Северную Македонию, являются газойли из нефти или битуминозных минералов, сельскохозяйственные и лесные тракторы, частично или полностью очищенный табак дымовой сушки, кофе, семена кунжута, одинарная хлопковая пряжа из гребенных волокон, лекарственные препараты, пластины, листы, пленка, фольга и полосы из непористых полимеров пропилена, а также пневмоподъёмники и конвейеры. Основными товарами, импортируемыми Индией из Северной Македонии, являются ферросплавы, мрамор, травертин, электрические машины и оборудование, а также пластмассы.
17 марта 2008 г. Индия и Северная Македония подписали двустороннее Соглашение о поощрении и защите инвестиций.
ArcelorMittal приобрёл 90 % акций Balkan Steel в 2004 году. В сентябре 2011 года торговец тканями и производитель одежды из Мумбаи Bang Overseas Limited основали Bang & Scott DOO (Северная Македония), дочернюю компанию, полностью принадлежащую Северной Македонии. Индийский производитель металлических изделий BRG Group подписал 12 января 2016 года соглашение с правительством Северной Македонии об инвестировании в страну 31 миллиона евро. На фабрике в Porcelanka будет работать 1000 человек, и она будет производить стальную посуду на экспорт. В декабре 2016 года индийский производитель кабелей для автомобильной промышленности Malhotra Cables объявил, что вложит 10 миллионов долларов в создание завода в Скопье.
Глава Sahara Group Субрата Рой посетил Северную Македонию в январе, июле и октябре 2013 года. Он встретился с премьер-министром и объявил о планах инвестировать в страну 2,7 миллиарда евро. Несмотря на обвинения Sahara Group в Индии в мошенничестве и долгах, правительство Северной Македонии внутри страны изображало Роя как бизнесмена, который хотел помочь бедным македонцам, потому что «Мать Тереза помогла многим бедным людям в Индии». Его арест в Индии в марте 2014 года вызвал шок в Северной Македонии.

## Культурные взаимоотношения
Мать Тереза, получившая гражданство Индии в 1951 году, родилась в Скопье (на территории современной Северной Македонии) в 1910 году.
По состоянию на декабрь 2016 года, в Северной Македонии проживает 10 граждан Индии и лиц индийского происхождения. Они занимают руководящие должности в «ArcelorMittal Steel» или работают в ИТ и других секторах.